# Corporación de Industria y Ciencia Aeroespacial de China
Corporación de Industria y Ciencia Aeroespacial de China (CICAC) (en inglés China Aerospace Science & Industry Corporation Limited, CASIC,) es una empresa estatal china que diseña, desarrolla y fabrica una gama de naves espaciales, vehículos de lanzamiento, sistemas de misiles tácticos y estratégicos y equipos terrestres. CASIC ha contribuido a proyectos nacionales como vuelos espaciales tripulados y exploración lunar. CASIC es el mayor fabricante de misiles en China.

## Historia
Establecida por primera vez como la Quinta Academia del Ministerio de Defensa en octubre de 1956, pasó por numerosos cambios de nombre, incluido el Ministerio de la Séptima Industria de Maquinaria, el Ministerio de Industria Aeroespacial, el Ministerio de Aviación e Industria Aeroespacial, China Aerospace Corporation, China Aerospace Machinery and Electronics Corporation en julio de 1999, y finalmente el nombre actual China Aerospace Science & Industry Corporation en julio de 2001. CASIC posee siete academias, dos bases de investigación y desarrollo científico, seis empresas que cotizan en bolsa y más de 620 otras empresas e institutos repartidos por todo el país. con más de 145.987 empleados.
Desde 2011 en adelante, CASIC ha suministrado a Corea del Norte lanzadores montadores de transportadores de 16 y 18 ruedas en apoyo del programa nuclear y de misiles balísticos de Corea del Norte.
En 2017, los activos totales de CASIC fueron de 44,27 mil millones de dólares, los ingresos fueron de 34,07 mil millones de dólares y las ganancias fueron de 1,60 mil millones de dólares.
Desde 2020, CASIC envía petróleo crudo desde Venezuela en buques tanque que adquirió de PetroChina.

### Prohibición de inversiones en Estados Unidos
En noviembre de 2020, el presidente estadounidense Donald Trump emitió una orden ejecutiva que prohibía a cualquier empresa o individuo estadounidense poseer acciones de empresas que el Departamento de Defensa de los Estados Unidos haya incluido por tener vínculos con el Ejército Popular de Liberación chino (EPL), que incluía al CASIC.